# Pierre Boya
Pierre Boya (Douala, 16 januari 1984) is een Kameroense voetballer (aanvaller) die sinds augustus 2010 voor de Servische eersteklasser Partizan Belgrado uitkomt. Boya speelde eerder van 2003 tot 2007 voor Partizan. Daarnaast kwam hij uit voor onder meer Rapid Boekarest en Grenoble Foot.

## Interlandcarrière
Boya speelde sinds 2005 vier wedstrijden voor de Kameroense nationale ploeg, daarin kon hij één keer scoren.